# Dubiaranea argentata
Dubiaranea argentata là một loài nhện trong họ Linyphiidae. Loài này được phát hiện ở Bolivia.